# Мухит Мералыулы
Мухит (Мухамбеткерей) Мералыулы (каз. Мұхит (Мұхамбеткерей) Мералыұлы; 1841, аул Акбакай, Каратобинский район, Российская Империя — 1918, там же) — народный композитор, акын, домбрист, исполнитель кюев.

## Биография
Мухит был внуком Каратай-султана из династии Абулхайр-хана. Он с детских лет играл на домбре, пел. Много путешествовал, побывал в Западном Казахстане, Оренбурге, Орске, Костанае, Казалинске, Троицке, Актобе, Аральске.
Мухит стал широко известен в народе как «Певец Мухит». Он исполнял кюи Богды, Есбая, Саулебая, Абыла, а также сам сочинял кюи. Песни «Зауреш», «Паң көйлеқ», «Қыпшақ», «Дөн асқан», «Кербез» раскрыли необычайный диапазон его голоса и исполнительский талант. А. В. Затаевич в своей книге «1000 песен казахского народа» называл Мухита «казахским Баяном», а его творчество считал школой песенного искусства Западного Казахстана. Один из кюев Мухита записан Затаевичем на ноты.
Наследие Мухита сохранили его сыновья Шон и Нау и внуки Шайхы, Лукпан и Губайдолла. Исполнительские традиции песен Мухита развивали и пропагандировали в народе Г. Курмангалиев, Т. Ибрагимова, Н. Абилова и др. Изданы сборник песен Мухита и исследования о его творчестве.
Широко использовали произведения Мухита в своём творчестве композиторы Казахстана. Е. Г. Брусиловский ввёл песни «Алуаш», «Үлкен Ораз», «Дуние-ай» в оперы «Жалбыр», «Кыз Жибек», «Ер Таргын», Б. Г. Ерзакович включил песню «Айнамкоз» в музыкальную канву квартета для струнных инструментов, а Л. М. Шаргородский и С. И. Шабельский — песню «Зауреш» во вторую часть своей «Симфониетты».
Умер в 1918 году.